# Lourmel (métro de Paris)
Pour les articles homonymes, voir Lourmel.
Lourmel est une station de la ligne 8 du métro de Paris, située dans le 15e arrondissement de Paris.

## Situation
La station est implantée au sein du quartier administratif de Javel, sous l'avenue Félix-Faure à son intersection avec la rue de Lourmel. Orientée selon un axe nord-est/sud-ouest, elle s'intercale entre le terminus occidental de Balard et la station Boucicaut.
Elle se trouve également à l'amorce d'un embranchement ferroviaire donnant accès à l'atelier de maintenance de Javel. L'utilisation de ce raccordement impose un rebroussement par la troisième voie latérale en impasse, reliée à la voie en direction de Pointe du Lac en aval de la station.

## Histoire
La station est ouverte le 27 juillet 1937 avec la mise en service du quatrième prolongement de la ligne 8, depuis La Motte-Picquet - Grenelle jusqu'à son terminus actuel de Balard au sud-ouest. Cette extension se substitue à l'ancien tronçon occidental de la ligne qui avait pour terminus Porte d'Auteuil, rétrocédé à la ligne 10 à la suite du remaniement des lignes 8, 10 et de l'ancienne ligne 14 (cette dernière constituant depuis 1976 une partie de l'actuelle ligne 13).
La station doit sa dénomination à sa proximité avec la rue de Lourmel, ainsi nommée en hommage au général de brigade français Frédéric Henri Le Normand de Lourmel (1811-1854).
Dans le cadre du programme « Renouveau du métro » de la RATP, les couloirs de la station et l'éclairage des quais sont rénovés le 13 novembre 2003.

### Fréquentation
Selon les estimations de la RATP, la station a vu entrer 2 301 922 voyageurs en 2019, ce qui la place à la 226e position des stations de métro pour sa fréquentation sur 302,. En 2020, avec la crise du Covid-19, son trafic annuel tombe à 1 120 497 entrants, la reléguant alors au 231e rang, avant de remonter progressivement en 2021 avec 1 696 432 entrants comptabilisés, ce qui la classe à la 210e position des stations du réseau pour sa fréquentation cette année-là.

## Services aux voyageurs

### Accès
La station dispose d'un accès principal et d'une sortie secondaire :
- l'accès no 1 « Rue de Lourmel », constitué d'un escalier fixe orné d'une balustrade et d'un candélabre en fer forgé dans le style Dervaux des années 1930, débouchant à l'angle formé par l'avenue Félix-Faure et la rue de Lourmel, au droit du square Rosalind-Franklin ;
- l'accès no 2 « Rue Vasco-de-Gama », constitué d'un escalier mécanique montant permettant uniquement la sortie et agrémenté d'une balustrade plus sobre en acier peint en vert, se situant au sud du carrefour, sur le trottoir pair de l'avenue Félix-Faure face au no 106.

Accès à la station
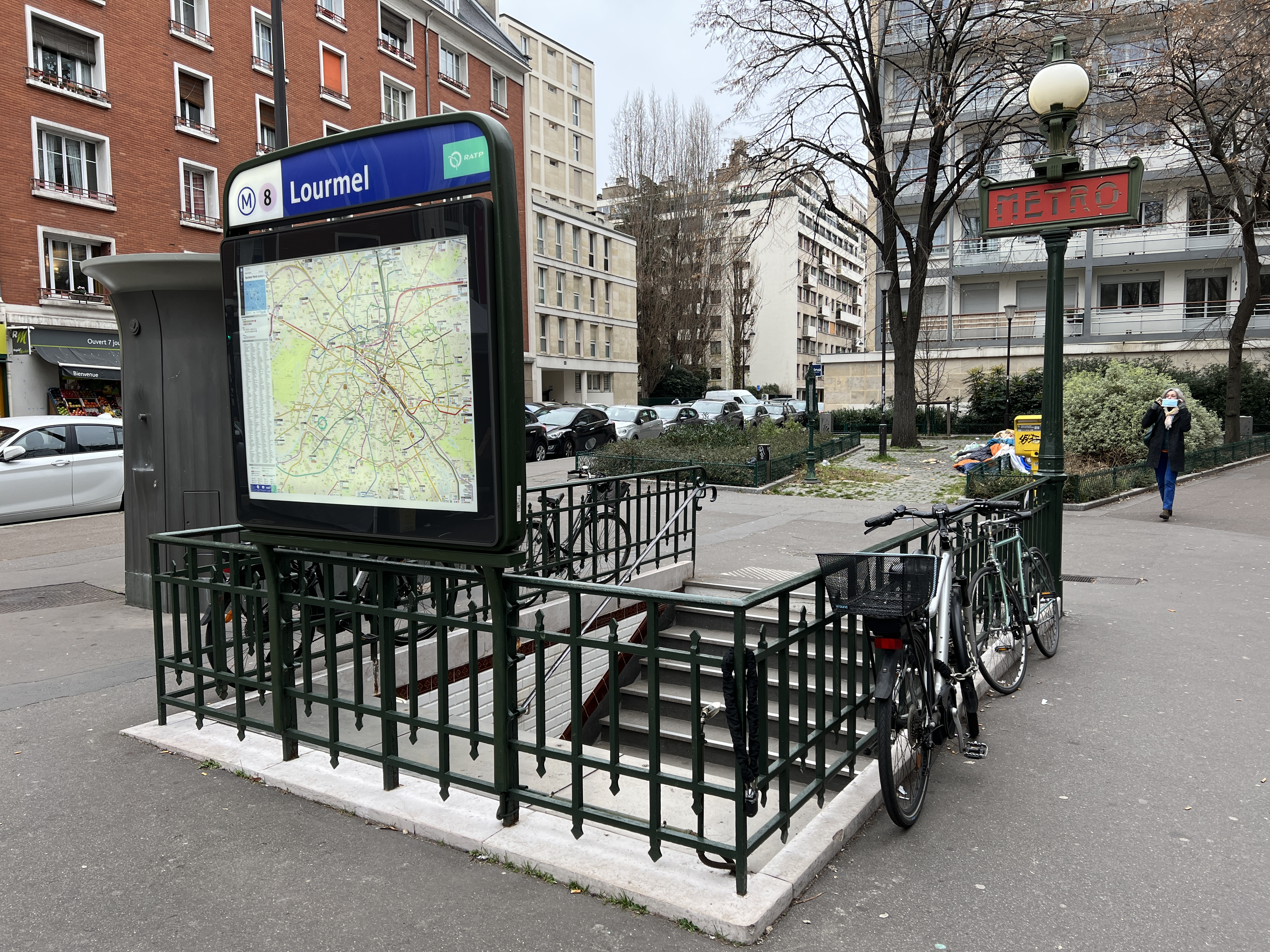
L'accès no 1, « Rue de Lourmel ».
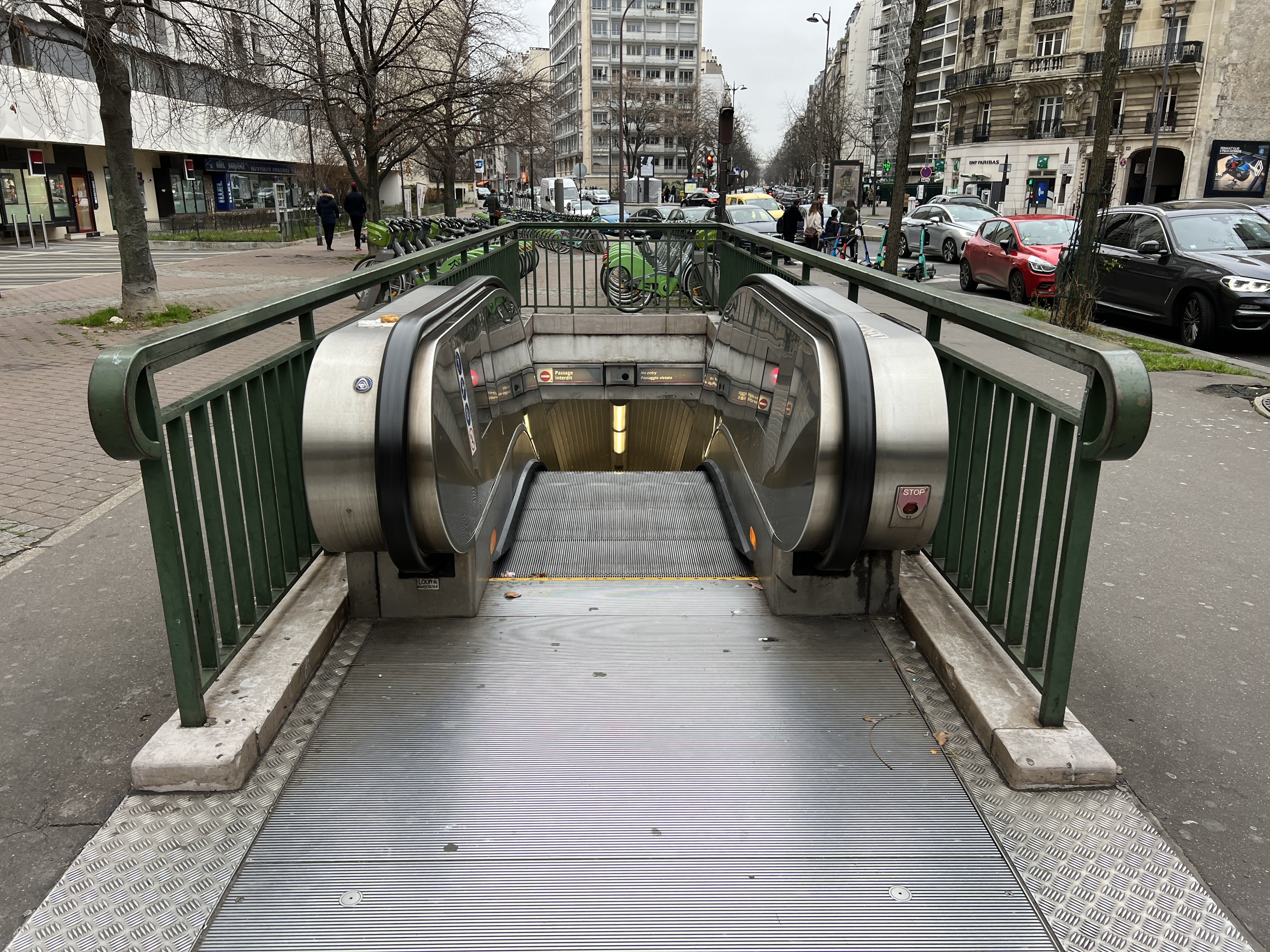
La sortie no 2, « Rue Vasco-de-Gama ».

### Quais
Lourmel est une station de configuration particulière : elle possède deux quais, d'une longueur de 105 mètres, desservis par trois voies sous une voûte elliptique ; le quai en direction de Balard est latéral, tandis que celui en direction de Pointe du Lac, en îlot, est bordé par la troisième voie en impasse côté sud. Habituellement utilisée en tant que garage, celle-ci donne également accès au raccordement de service avec les ateliers de Javel, moyennant un rebroussement des rames, avant la station voisine Boucicaut.
La décoration est du style utilisé pour la majorité des stations du métro : les bandeaux d'éclairage sont blancs et arrondis dans le style « Gaudin » du renouveau du métro des années 2000, et les carreaux en céramique blancs biseautés recouvrent les piédroits, la voûte ainsi que le tympan. Les cadres publicitaires sont en faïence de couleur miel à motifs végétaux et le nom de la station est également incorporé dans la céramique murale, selon le style décoratif d'entre-deux-guerres de la CMP d'origine. Les sièges de style « Motte » sont blancs.

Accès à la station
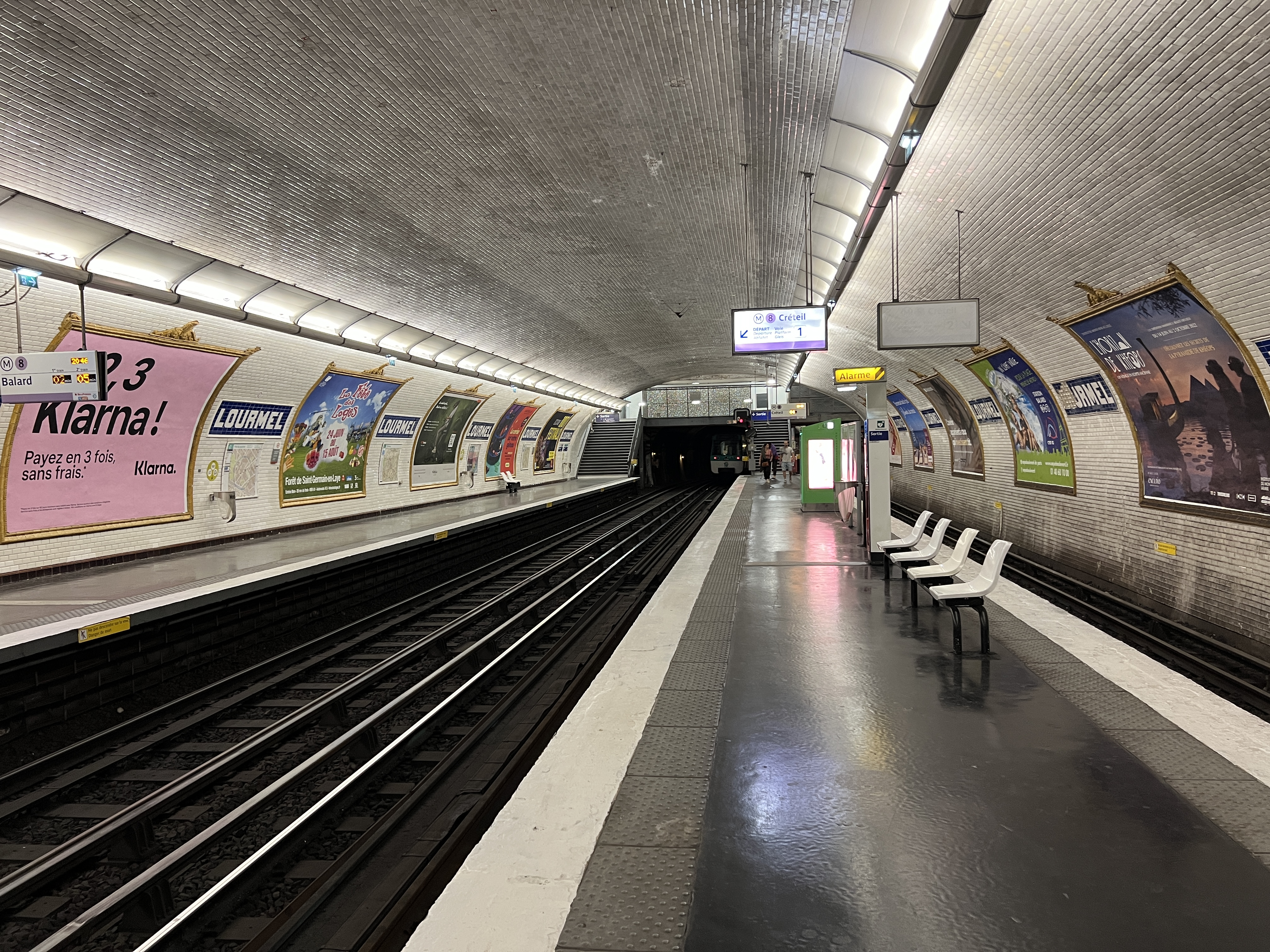
Les quais vus en direction de Pointe du Lac.
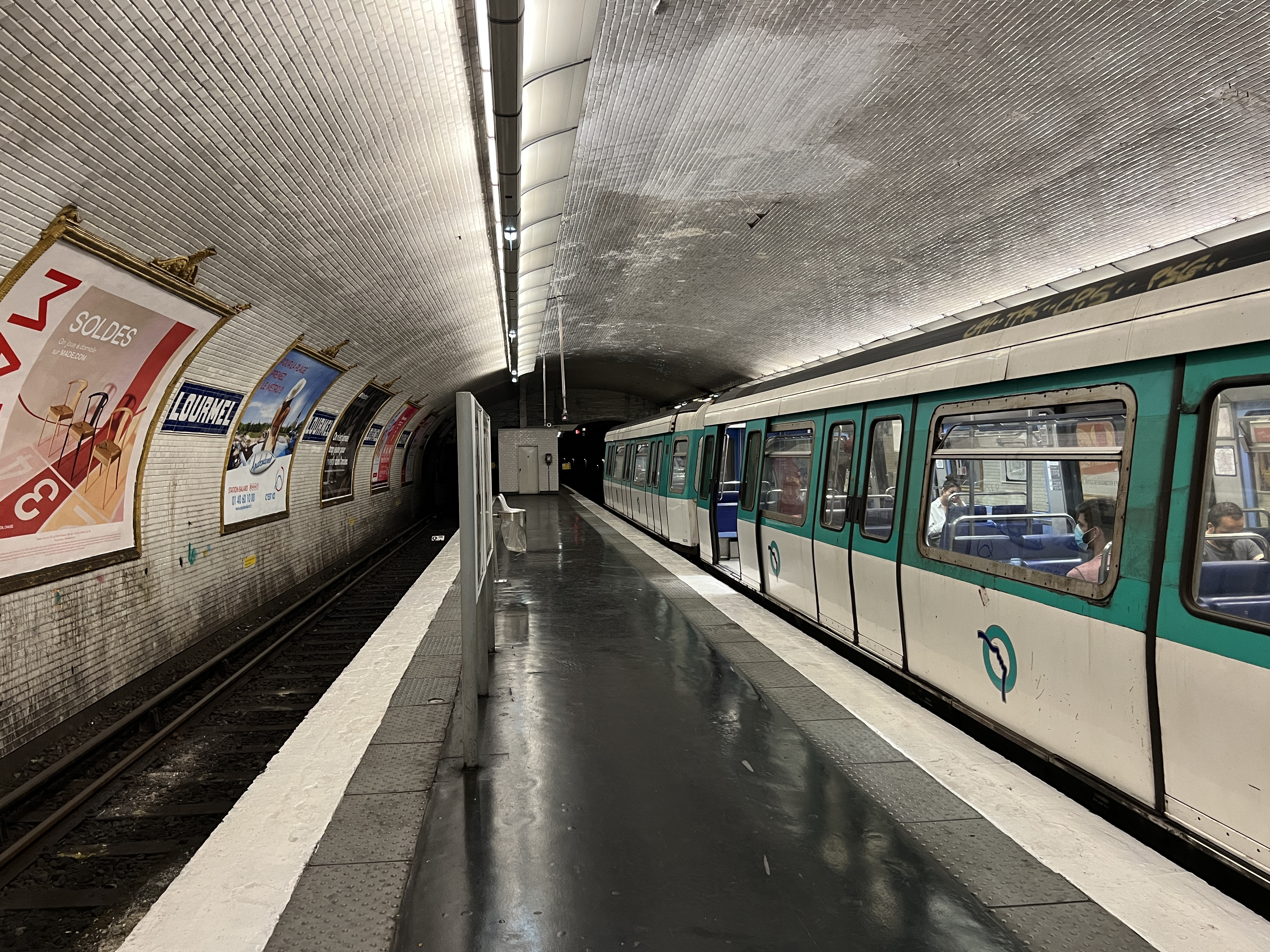
Rame MF 77 marquant l'arrêt en direction de Pointe du Lac.
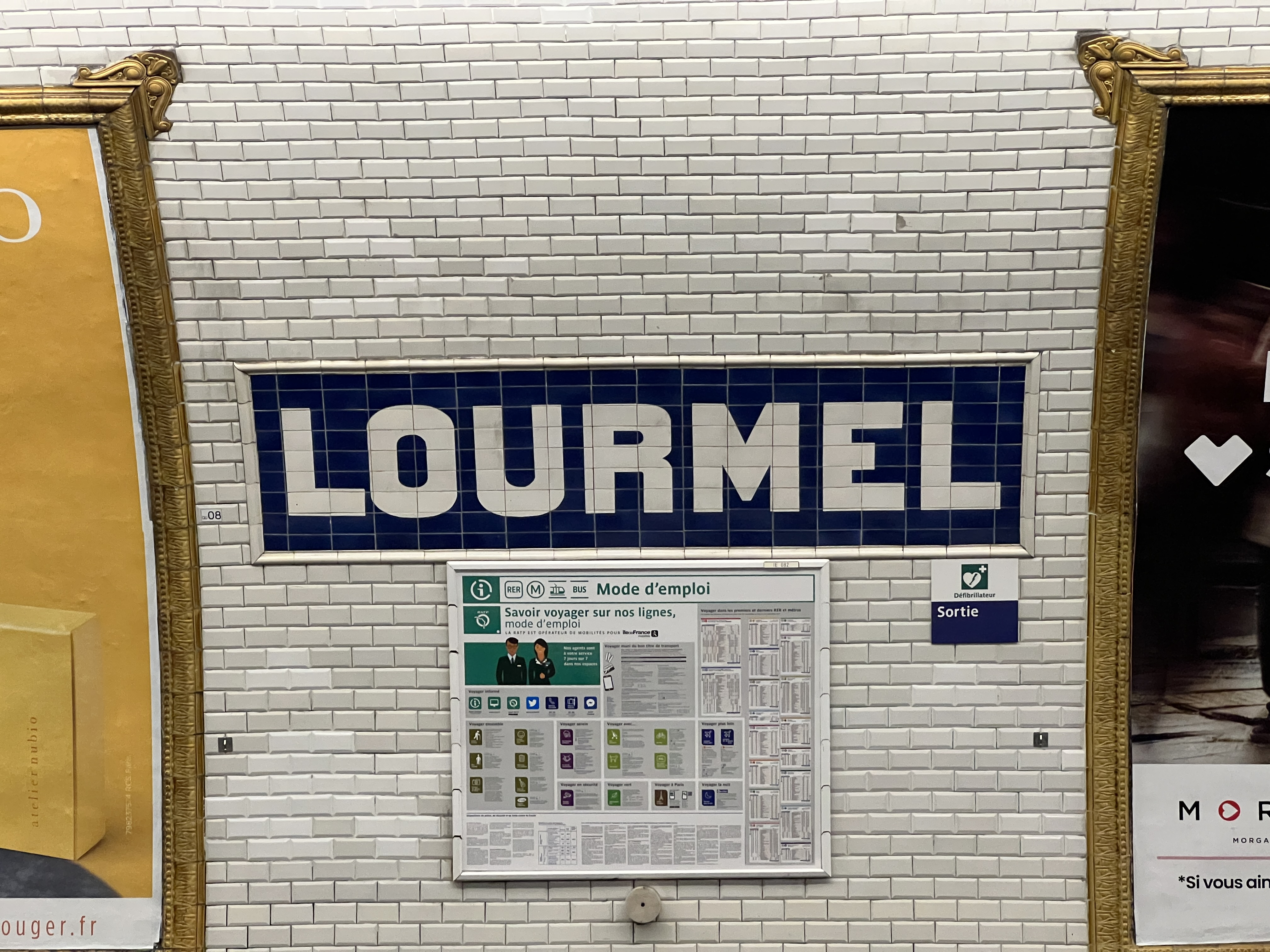
Faïence murale incorporant le nom de la station.

### Intermodalité
La station est desservie par la ligne 42 du réseau de bus RATP.

## À proximité
- Square Rosalind-Franklin
- Cimetière de Vaugirard
- Square Jean-Cocteau
- Parc André-Citroën
- Jardin Caroline-Aigle
- Cimetière de Grenelle